# Balanophyllia calyculus
Espèce
Balanophyllia calyculus est une espèce éteinte de coraux de la famille des Dendrophylliidae.